# Рукс (округ, Канзас)
Шаблон:StateAbbr_ 39°27′05″ пн. ш. 99°06′07″ зх. д. / 39.451388888889° пн. ш. 99.101944444444° зх. д.
Округ Рукс (англ. Rooks County) — округ (графство) у штаті Канзас, США. Ідентифікатор округу 20163.

## Історія
Округ утворений 1867 року.

## Демографія
За даними перепису 
2000 року 
загальне населення округу становило 5685 осіб, усе сільське.
Серед мешканців округу чоловіків було 2815, а жінок — 2870. В окрузі було 2362 домогосподарства, 1556 родин, які мешкали в 2758 будинках.
Середній розмір родини становив 2,93.
Віковий розподіл населення поданий у таблиці:
| Стать    | До 15 років | 15-21 | 22-29 | 30-39 | 40-49 | 50-65 | 65-85 | Понад 85 |
| -------- | ----------- | ----- | ----- | ----- | ----- | ----- | ----- | -------- |
| Чоловіки | 614         | 251   | 230   | 388   | 423   | 427   | 419   | 63       |
| Жінки    | 545         | 236   | 193   | 347   | 370   | 441   | 584   | 154      |

## Суміжні округи
- Філліпс — північ
- Сміт — північний схід
- Осборн — схід
- Елліс — південь
- Трего — південний захід
- Грем — захід

## Виноски
1. ↑  U.S. Decennial Census. United States Census Bureau. Процитовано 28 липня 2014.
2. ↑  Historical Census Browser. University of Virginia Library. Архів оригіналу за 11 серпня 2012. Процитовано 28 липня 2014.
3. ↑  Population of Counties by Decennial Census: 1900 to 1990. United States Census Bureau. Процитовано 28 липня 2014.
4. ↑  Census 2000 PHC-T-4. Ranking Tables for Counties: 1990 and 2000 (PDF). United States Census Bureau. Процитовано 28 липня 2014.
5. ↑  State & County QuickFacts. United States Census Bureau. Архів оригіналу за 9 липня 2011. Процитовано 28 липня 2014.(англ.) Наведено за англійською вікіпедією.
6. ↑  American FactFinder. Бюро перепису населення США. Архів оригіналу за 26 лютого 2012. Процитовано 31 січня 2008.

| США | Це незавершена стаття з географії США. Ви можете допомогти проєкту, виправивши або дописавши її. |